# Mongane Wally Serote
Mongane Wally Serote (Johannesbourg, 1944-) est un poète et écrivain sud-africain.
Il s'est impliqué dans la résistance politique au gouvernement d'apartheid en rejoignant le Congrès national africain. En 1969, il a été arrêté et détenu pendant plusieurs mois sans jugement. Il a ensuite passé plusieurs années en exil, travaillant au Botswana pour le département Arts et Culture de l'ANC, avant de retourner en Afrique du Sud en 1990.
Mongane Wally Serote est « peut-être le plus grand poète noir sud-africain de sa génération et, tout au long de sa carrière, sa poésie a toujours été une poésie politique, engagée et de libération ».

## Biographie

### Jeunesse
Mongane Wally Serote naît à Sophiatown, un quartier Johannesbourg, en Afrique du Sud, le 8 mai 1944. À cette époque, Sophiatown est un township multiculturel où la vie artistique est active ; mais l'apartheid survient et en 1955, Sophiatown est annexée par le gouvernement, qui la rase, la renomme Triomf et la transforme en quartier réservé aux Blancs, anéantissant la vie culturelle locale. La famille Serote est ainsi déportée de force au township pauvre d'Alexandra,.
Serote étudie au lycée Sacred Heart, à Leribe (Lesotho), puis à la Morris Isaacson High School (en) à Soweto (au sud-ouest de Johannesbourg). Il vit à Alexandra une adolescence « désenchantée », et utilise l'écriture comme moyen de l'exprimer.

### Action politique et emprisonnement
Avant même la fin de son lycée, Serote s'implique dans la lutte politique contre l'apartheid et rejoint le Congrès national africain (ANC). Le parti est interdit en 1960, et le mouvement Black Consciousness prend le relais. Celui-ci encourage les jeunes Noirs à rejeter les lois créées par le gouvernement de l'apartheid et l'idée selon laquelle les Noirs sont inférieurs aux Blancs. Séduit par ces idées, Serote rejoint le mouvement, mais est arrêté en vertu de la loi de 1967 sur le terrorisme, — une loi en fait destinée à affaiblir les nombreux groupuscules anti-apartheid. En conséquence, Serote est confiné dans une cellule individuelle pendant 9 mois ; il raconte cette expérience dans son poème Ofay-Watcher Looks Back, qui évoque la confusion et le sentiment d'injustice insoutenable de ceux qui sont arrêtés et emprisonnés sans justification, : 
« As silent as plant bloom and the eye tells you: something has happened. I look at what happened When jails are becoming necessary homes for people Like death comes out of disease,I want to look at what happened »
— Wally Serote, Ofay-Watcher Looks Back, dans Selected Poems.
        
« Aussi silencieux qu'une plante qui éclot et qu'un œil qui vous dit : quelque chose est arrivé. Je regarde ce qui est arrivé. Quand les prisons deviennent des foyers nécessaires pour les gens comme la mort qui sort d'une maladie, je veux regarder ce qui est arrivé »
À la suite de cette expérience, Serote commence à se consacrer à la poésie. À cette époque, les artistes et écrivains noirs avaient des difficultés à faire connaître leurs oeuvre au monde. Serote parvient cependant à publier son premier poème ainsi que des nouvelles dans The Classic, un magazine créé par le Sud-africain noir Ndazana Nathaniel Nakasa,. Grâce à ses connexions au sein du Black Consciousness Movement, il travaille pour le comité culturel de la South African Students Organisation pour créer le South African Black Theatre,, dont les productions dénoncent les préjugés et les inégalités auxquelles font face les Noirs, dont il cherche à réveiller la conscience,,:
« White people are white people,

They are burning the world.

Black people are black people,

They are the fuel.

White people are white people,

They must learn to listen.

Black people are black people,

They must learn to talk »
— Wally Serote, White People are White People, dans Yakhal'inkomo (1972).
        
« Les Blancs sont les Blancs,

Ils sont en train de mettre le feu au monde.

Les Noirs sont les Noirs,

Ils sont l'essence.

Les Blancs sont les Blancs,

Ils doivent apprendre à écoute,

Les Noirs sont les Noirs,

Ils doivent apprendre à parler. »
La poésie de Mongane Wally Serote et des poètes sud-africains en général est « étouffante, déshumanisante » ; Florence Vaillant écrit dans l'introduction du recueil Poètes noirs de l'Afrique du Sud. Voix noires de l'Afrique blanche (Paris : Présence africaine, 1975) que la poésie noire sud-africaine en anglais est d'une rage amère contre le régime blanc, et use de sarcasme, de haine, dans une poésie de protestation ou de déclaration.

### Premières publications et exil aux États-Unis
Mongane Wally Serote publie son premier recueil Yakhal'inkomo en 1972, qui reçoit un accueil contrasté : si les critiques littéraires sont mauvaises, qualifiant Serote de « poète protestataire », la communauté noire se sent très identifiée à celui qu'elle appelle désormais « le fils du peuple », et il gagne le prix Ingrid-Jonker pour ce recueil.
En 1974, il publie Tsetlo, qui poursuit son travail de prise de conscience de la communauté noire, la première étape nécessaire pour l'émancipation des Noirs.
Dans l'œil du gouvernement, Serote s'exile aux États-Unis. Il obtient la bourse Fulbright, ce qui lui permet d'étudier à l'université Columbia,à New York.
L'année suivante, Serote publie son troisième ouvrage intitulé No Baby Must Weep. Il ne contient qu'un seul long poème autobiographique (60 pages) écrit dans la tradition des grands poètes du tiers monde — Pablo Neruda, Octavio Paz et Adonis — avec « un réalisme cinématographique harmonisant une gamme d’images ». Rassemblant les expériences du poète et l'expérience cumulative du peuple africain dans un langage lyrique soutenu, Serote veut croire à l'espoir au travers de la solidarité des masses africaines, qui « détiennent les outils de la libération en Afrique du Sud ». Cette œuvre a un impact positif sur les Sud-Africains, mais il reste en exil.
Il étudie l'histoire du racisme et les autres luttes en Afrique (Guinée-Bissau, Mozambique, etc.) et produit son quatrième ouvrage, Behold Mama, Flowers, en 1978. Dédié à Steve Biko, tué en détention en 1977, le recueil contient son deuxième poème le plus long — qui porte le titre de l'ouvrage —, et onze autres. Il évoque le désespoir et la honte à la suite des ravages et des viols perpétrés contre le continent africain par les colons et les capitalistes. Il explique aussi que l'histoire ne cesse de se répéter, et que les oppresseurs finissent par être battus par les opprimés : c'est à ces derniers de se battre, de différentes manières : certains avec les armes, d'autres en protestant pacifiquement, d'autres en chantant, en manifestant, etc..
Serote obtient son diplôme de Master of Fine Arts à l'université Columbia en 1979, et part aussitôt au Botswana.

### Séjour au Botswana et affiliation à l'ANC
Serote y rejoint le Medu Arts Ensemble, un groupe d'artistes sud-africains exilés au Botswana, puis, ayant reconnecté avec ses racines, le Congrès national africain (ANC).
En 1981, Mongane Wally Serote publie son premier roman, To Every Birth Its Blood (également publié à Londres en 1983), une tragédie historique ayant eu lieu à Alexandra et ayant mené aux conflits pour la libération nationale. Selon Patel, ce roman est « un travail profond sur la liberté et la mort ; il renforce le double engagement de Mongane Serote en faveur de la libération et de la littérature, tout en le plaçant parmi les plus grands historiens des émotions en Afrique du Sud. » L'année suivante, il publie The Night Keeps Winking, où l'on sent que le poète aussi bien que sa poésie subissent une transformation de la résistance en révolution. En 1987, Serote compose un roman en deux parties, A Tough Tale : la première explore la quête de la lutte pour la libération et la deuxième annonce l'inéluctabilité de la liberté. Selon Patel, l'engagement poétique de l'écrivain mobilise son habileté créatrice et ses ressources au service de la révolution.
Tout au long des années 1980, la violence politique et civile est grande en Afrique du Sud. Des artistes, des musiciens et des écrivains jouent un rôle important pour mettre fin à l'apartheid en Afrique du Sud, et Mongane Wally Serote fait partie de ces créateurs inspirants. Les Noirs parviennent à s'unifier pour s'opposer au gouvernement all-white d'apartheid, auquel la communauté internationale tourne enfin le dos. Sous la pression, le gouvernement autorise finalement l'ANC à revenir en Afrique du Sud en 1990 et à tenir des élections libres.

### Retour au pays
Serote rentre au pays en même temps que l'ANC, et devient le directeur du Département des arts et de la culture du parti, ainsi que membre du comité de sélection du gouvernement pour les arts et la culture.
En 1993, il gagne le prix Noma de la publication en Afrique pour Third World Express,.
Il devient le directeur général du Freedom Park, un site d'héritage national ouvert en 2007, à Pretoria, qui symbolise selon Serote le fait que les Sud-Africains ont fermé une page de leur histoire, mais ne l'ont pas oubliée.
Serote a par ailleurs fondé plusieurs ONG : iIKSSA Trust, dont il est le président, et IARI, dont il est le directeur général. En 2007, il reçoit la distinction de l'Ordre de l'Ikhamanga en Argent, avec la mention « Excellente contribution à la littérature, en particulier la poésie, et pour mettre ses talents artistiques au service de la démocratie en Afrique du Sud ».

## Œuvre
Mongane Wally Serote est « peut-être le plus grand poète noir sud-africain de sa génération et, tout au long de sa carrière, sa poésie a toujours été une poésie politique, engagée et de libération ».
Selon Essop Patel, « Mongane Wally Serote est l'un des poètes sud-africains les plus accomplis et les plus engagés. Il est profondément attaché à la culture des opprimés et des exploités, tout en étant activement engagé dans la défense des idéaux les plus élevés de la révolution. Le développement de la poésie de Serote est en effet en accord avec la dynamique de la lutte de libération contre l'apartheid. La poésie de Mongane Serote, ainsi que celle de ses contemporains, a été négligée de manière critique en dehors de l'Afrique du Sud. Les poèmes de Serote méritent une plus grande attention non seulement pour avoir anatomisé avec discernement les maladies socio-politiques impitoyablement infligées aux vies noires par une oligarchie raciste, mais également pour leur portée et leur qualité poétiques intrinsèques. »

### Poésie

#### Publications originales
- Yakhal'inkomo, Johannesburg : Renoster (1972)[b 2]
- Tsetlo, Johannesbourg : Donker (1974)[b 9]
- No Baby Must Weep, Johannesbourg : Donker (1975)[b 3]
- Behold Mama, Flowers, Johannesbourg : Donker (1978)[b 4]
- The Night Keeps Winking, Gaborne, Botswana : Medu Art Ensemble (1982)[b 6]
- A Tough Tale, Londres : Kliptown (1987)[b 7]
- Third World Express, Cape Town : D. Philip (1992)[b 8]
- Come and Hope With Me, Cape Town : D. Philip (1994)[b 10]
- Freedom Lament and Song, Bellville : Mayibuye Books (1997)[b 11]
- History is the Home Address, Roggebaai : Kwela (2004)[b 12]

#### Traduction en français
- Alexandra, mon amour, ma colère (trad. Christine Abdelkrim-Delanne, Paris : Messidor, 1988)[b 13]

#### Anthologies individuelles
- Selected Poems (dir. Mbulelo Vizikhungo Mzamane), Parklands : Donker (1994)[b 1]
- Longer poems : Third world express, Come and hope with me, Bellville : Mayibuye Books (1997)[b 14]

#### Anthologies collectives
- 120 nuances d'Afrique (dir. Bruno Doucey, Nimrod et Christian Poslaniec), Paris : Éditions Bruno Doucey (2017)[b 15]
- The Penguin book of modern African poetry (dir. Gerald Moore, Ulli Beier), Londres, New York : Penguin Books (1998)[b 16]

### Roman, fiction
- To Every Birth Its Blood, Johannesbourg : Ravan Press (1981)[b 5]
  - Rééd. Londres, Heinemann (1983) ; New York : Thunder's Mouth Press (1989)
- Gods of Our Time, Randburg : Ravan Press (1999)[b 17]
- Scatter the Ashes and Go (2006)[b 18]
- Revelations, Auckland Park : Jacana (2010)[b 19]

Une nouvelle de Serote, The wheel is still in spin, est incluse dans Shebeen blues, d'Ananias Leki Dago (2010).

### Essai, autres
- On the Horizon, Fordsburg, Congress of South African Writers (1990)[b 21]
- Hyenas, Florida Hills, South Africa : Vivlia (2000)[b 22]

## Prix et reconnaissance
- Prix Ingrid-Jonker du meilleur premier recueil pour Yakhal'Inkomo, 1973
- Prix Noma de la publication en Afrique pour Third World Express, 1993
- Médaille de la contribution à la langue anglaise de l'Académie anglaise d'Afrique sur Sud, 2003
- Médaille Pablo Néruda de l'écriture, 2004
- Ordre de l'Ikhamanga en Argent, avec la mention « Excellent contribution to literature, with emphasis on poetry and for putting his artistic talents at the service of democracy in South Africa », 2007[16]
- Third World Express est sélectionné pour faire partie des 100 Best Books of the Twentieth Century du Africa Book Centre, 2008
- Couronne d'or aux Soirées poétiques de Struga, 2012[17]
- National Poet Laureate Prize, 2018[18]